# Рудик Григорій Опанасович
Григорій Опанасович Рудик ( нар. 1912 — 16 серпня 1943) — офіцер Збройних Сил СРСР. Брав участь у Радянсько-фінській війні(1939—1940) та німецько-радянській війні у ході якої загинув під час вигнання нацистів з Харкова.  

## Життєпис
Народився  1912 у селі Лелеківка, м.Кіровоград. З 1935 року мобілізований до  служби в РСЧА. 
З 1940 брав участь в Радянсько-фінській війні. Рота, якою командував молодший офіцер Григорій Рудик, вийшла у тил противника, що дало змогу основним силам радянських  бойців прорвати укріплення фінської армії. За цю операцію Григорій Рудик удостоєний ордена Червоного Прапора.
Під час німецько-радянської війни командир стрілецького батальйону в районі Рави-Руської мужньо захищав рідну землю від нацистських загарбників. Після оточення і жорстоких боїв вивів батальйон. За хвацькість Григорія Рудика представлено до звання Героя Радянського Союзу. З невідомих причин Золотою Зіркою він не був нагороджений. Хоча клопотання командування полком зберігається у Центральному архіві МО СРСР.
По 17.05.1943 командир 281 гвардійського стрілецького полку 93-ї гвардійської Червонопрапорної Харківської стрілецької дивізії..
Гвардії Майор Григорій Рудик героїчно загинув в бою за звільнення міста Харків 16 серпня 1943 року.
Його особу зафіксовано в документальної  стрічці Олександра Довженка «Битва за нашу Радянську Україну».

## Нагороди та відзнаки
- Орден Червоного Прапора (1940)
- Орден Суворова III ступеню

## Пам'ять
На його честь одна з вулиць Харкова, школа і трамвайна зупинка носять ім'я Григорія Рудика. На могилі встановлено обеліск, а в музеї обладнано куточок. У день 23 серпня чиновники приносять до пам'ятника квіти.